# Mecysmoderes
Mecysmoderes är ett släkte av skalbaggar. Mecysmoderes ingår i familjen vivlar.

## Dottertaxa tillMecysmoderes, i alfabetisk ordning[1]
- Mecysmoderes ater
- Mecysmoderes brevicarinatus
- Mecysmoderes brevicornis
- Mecysmoderes carinatus
- Mecysmoderes carinicollis
- Mecysmoderes carinifer
- Mecysmoderes clermonti
- Mecysmoderes consularis
- Mecysmoderes crassirostris
- Mecysmoderes euglyptus
- Mecysmoderes floresanus
- Mecysmoderes fulvus
- Mecysmoderes gibbicollis
- Mecysmoderes humeralis
- Mecysmoderes impressus
- Mecysmoderes japonicus
- Mecysmoderes lesnei
- Mecysmoderes lineolatus
- Mecysmoderes longirostris
- Mecysmoderes luzonicus
- Mecysmoderes memecylonis
- Mecysmoderes metasternalis
- Mecysmoderes minutus
- Mecysmoderes obscurus
- Mecysmoderes pectinipes
- Mecysmoderes pictus
- Mecysmoderes pusio
- Mecysmoderes rhomboidalis
- Mecysmoderes rubellus
- Mecysmoderes rufinasus
- Mecysmoderes rugosus
- Mecysmoderes stigma
- Mecysmoderes stramineus
- Mecysmoderes subhumeralis
- Mecysmoderes suturalis
- Mecysmoderes tenuirostris
- Mecysmoderes tonkianus
- Mecysmoderes tonkinianus
- Mecysmoderes umbrinus
- Mecysmoderes undulatus
- Mecysmoderes verrucosus
- Mecysmoderes viduatus